# براون مونی
براون مونی (انگلیسی: Brian Mooney؛ زادهٔ ۲ فوریهٔ ۱۹۶۶) بازیکن فوتبال اهل جمهوری ایرلند است.
از باشگاه‌هایی که در آن بازی کرده‌است می‌توان به باشگاه فوتبال برنلی، باشگاه فوتبال رکسهام، باشگاه فوتبال لیورپول، باشگاه فوتبال پرستون نورث اند، باشگاه فوتبال ساندرلند، و باشگاه فوتبال بوهمیان اشاره کرد.
وی همچنین در تیم‌های ملی فوتبال زیر ۲۱ و ۲۳ سال جمهوری ایرلند بازی کرده‌است.